# STS-36
A STS-36 foi uma missão da NASA utilizando o ônibus espacial Atlantis. Ela foi a 34ª missão do programa de ônibus espaciais, e levou uma carga classificada para o Departamento de Defesa dos Estados Unidos (a qual acredita-se que tenha sido um satélite de reconhecimento Misty). Este foi o sexto voo da Atlantis.

## Tripulação
| Posição                  | Astronautas     |
| ------------------------ | --------------- |
| Comandante               | John Creighton  |
| Piloto                   | John Casper     |
| Especialista de missão 1 | Richard Mullane |
| Especialista de missão 2 | David Hilmers   |
| Especialista de missão 3 | Pierre Thuot    |

## Hora de acordar
- 2° Dia: Você e Eu, Eu e Você, de Tim Maia (segunda musica brasileira a ser ouvida no espaço, a ultima foi em 1985.)
- 3° Dia: Come Together, do grupo The Beatles.
- 4° Dia: The Day, por Afrika Bambaataa.

## Principais fatos

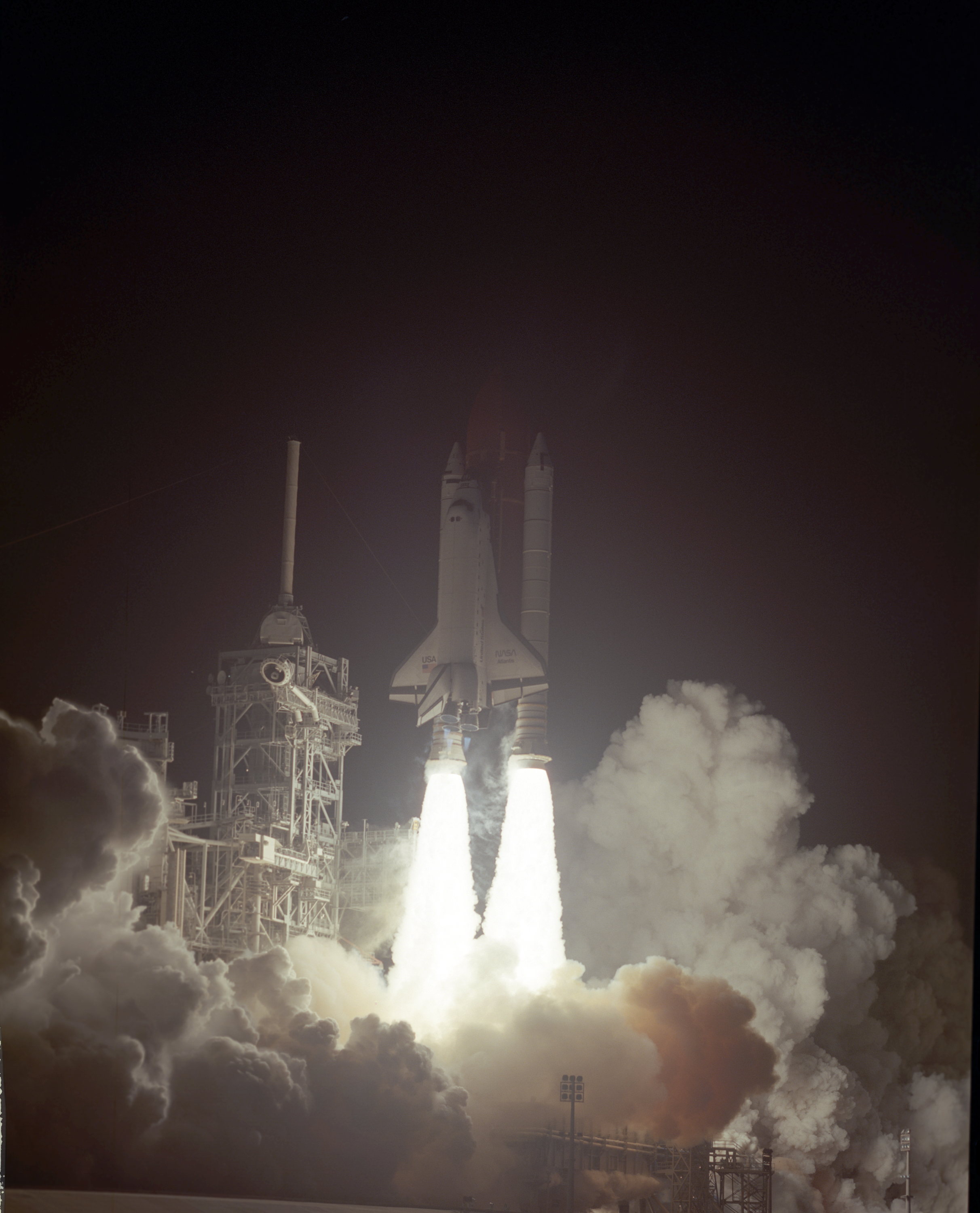
O lançamento da STS-36

Missão do departamento de defesa, com carga classificada. Foi documentado que a STS-36 lançou o satélite de foto-reconhecimento Advanced KH-11 que utilizava um sistema de imagem totalmente digitalizado para retornar as figuras. O satélite foi colocado em uma órbita terrestre baixa com uma alta inclinação com relação ao equador para permitir uma cobertura da maior parte da superfície terrestre. A série KH-11 é um satélite que continha sensores visuais e infravermelhos.
O lançamento ocorreu em 28 de Fevereiro de 1990, 2h50min22 EST. tendo sido planejado para ocorrer em 22 de Fevereiro, e sido adiado para os dias 23, 24 e 25 de Fevereiro devido a um mal-estar do comandante do grupo e às condições climáticas. Foi a primeira vez desde a Apollo 13 em 1970 que uma missão espacial tripulada foi afetada pelo mal-estar de um membro do grupo. O lançamento planejado para 25 de Fevereiro foi interrompido devido a um mal funcionamento em um computador de segurança. O lançamento planejado para o dia 26 de Fevereiro foi interrompido devido às condições climáticas (nota: o tanque externos foi carregado apenas para as tentativas de lançamento dos dias 25 e 26 de Fevereiro, e no lançamento, no dia 28 de Fevereiro). O lançamento no dia 28 de Fevereiro teve um período de lançamento estimado entre a meia-noite e as 4h EST. O peso no lançamento foi classificado.
Após a missão, cerca de 62 marcas nos azulejos da proteção térmica foram encontradas pela equipe de verificação. Os engenheiros dos azulejos reportaram que apenas um destes teve que ser substituído. Os freios funcionaram perfeitamente. Quedas no fluido hidráulico foram observadas na roda direita principal, a cavidade de hidrogênio líquido de 430 mm se desconectou e possivelmente próxima dos dois motores principais.